# Château d'Yquem

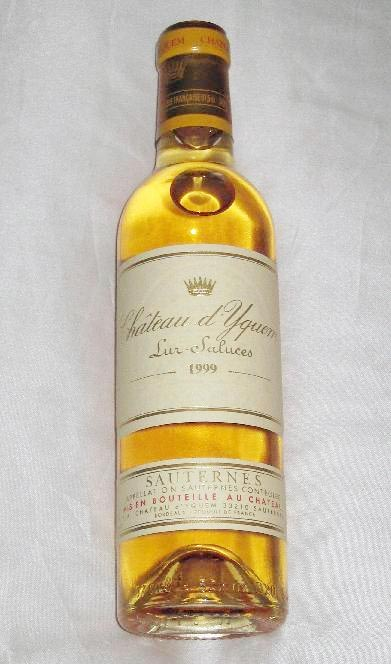
Een fles Château d'Yquem 1999

Château d'Yquem is een van de beroemdste en meest exclusieve wijngoederen ter wereld voor zoete witte wijn. De wijngaarden (102 ha) en het château liggen in de wijnstreek Sauternes dat deel uitmaakt van de wijnstreek Bordeaux.
De wijn wordt gemaakt van de druivensoorten Sémillon (80%) en Sauvignon Blanc (20%). Door het specifieke (micro)klimaat van Sauternes ondergaan de druiven de zogenoemde edele rotting (veroorzaakt door de schimmel Botrytis cinerea). Hierdoor krijgt de wijn een unieke zoetheid, maar is het rendement in termen van opbrengst uitzonderlijk laag (het vocht uit de druiven gaat namelijk vrijwel geheel verloren). Door beide gevolgen is de prijs van deze wijn zeer hoog.
In de classificatie van 1855 is Sauternes als enige dorp buiten de Médoc opgenomen. In die classificatie heeft Château d'Yquem als enige de classificatie Premier Cru Supérieur gekregen, een speciaal voor Yquem ingestelde klasse. Omdat de eisen zo hoog zijn, wordt als de kwaliteit van de druiven tegenvalt de productie van de wijn soms een jaar overgeslagen; dit gebeurde bijvoorbeeld in 1992 en 2012.

## Geschiedenis
De etymologie van de naam is onduidelijk, hoewel er wordt beweerd dat het Germaanse aig-helm (een helm bezittend) de oorsprong vormt. Yquem was eens bezit van Eleonora van Aquitanië, waarbij het landgoed slechts een deel van haar omvangrijke landerijen was. Toen zij in 1137 trouwde met prins Louis Capet, die spoedig daarna koning Lodewijk VII van Frankrijk zou worden, werd het een koninklijk domein. Dit huwelijk hield vijftien jaar stand, totdat het door Paus Eugenius III werd ontbonden op grond van overspel. Hierdoor was Eleanor vrij te trouwen met Henri Plantagenet, die koning Hendrik II van Engeland werd in 1154. En zo werd Château d'Yquem een koninklijk, Brits landgoed tot het einde van de Honderdjarige Oorlog in 1453.
Nadat het château weer in Franse handen was gekomen, werd het vanaf 1593 beheerd door de familie Sauvage. Zij waren waarschijnlijk de eerste familie die het domein bezat en wijngaarden hield. Zij huurden het landgoed eerst, maar kochten het in 1711. De familie Lur Saluces kreeg het château in handen toen Comte Louis-Amadée de Lur-Saluces in 1785 trouwde met de laatste Sauvage d'Yquem. Tegen die tijd was de wijn al beroemd, want in 1787 schreef Thomas Jefferson al aan de heer d'Yquem dat hij bij hem wijn wilde kopen, omdat in zijn woorden "ik weet dat uw gewassen tot de beste behoren van Sauterne (sic)".
Het is niet bekend wanneer er voor het eerst wijn werd gemaakt van geboteryseerde druiven op Château d'Yquem, maar deze moeizame techniek werd waarschijnlijk breed ingevoerd in de 19e eeuw, hoewel er enkele zeer zoete flessen wijn uit het laatst deel van de 18e eeuw zijn gevonden. In de tweede helft van de 19e eeuw had d'Yquem een wereldwijde reputatie, niet op zijn minst in het tsaristische Rusland.
Vanaf vóór de Eerste Wereldoorlog tot 1968 werd het domein geleid door de markies Bernard de Lur Saluces, die in 2004 werd opgevolgd door graaf Alexandre, die ook het Château de Fargues in Sauternes bezit. In 1996 verwierf LVMH (Louis Vuitton Moët Hennessy) een meerderheidsbelang in Château d'Yquem na een bittere familiestrijd. Pierre Lurton (die ook de leiding heeft over Château Cheval Blanc) werd door de nieuwe eigenaars benoemd tot directeur.
Sinds 1959 wordt ook een droge witte wijn geproduceerd: Y of Ygrec. Vanaf 2005 experimenteert Pierre Lurton met een frissere stijl witte Bordeaux met druiven die worden afgewezen voor de d'Yquem.

## Record
Op 26 juni 2011 werd het recordbedrag van 75.000 pond (ca. 85.000 euro) neergeteld voor een fles Château d'Yquem uit 1811. De fles werd in Londen gekocht door Christian Vannequé voor zijn nieuwe restaurant op Bali, Indonesië. De fles, met een standaardafmeting van 75 centiliter, werd verkocht in het Londense Ritzhotel door wijnhuis The Antique Wine Company.